# Serena Nanda
Serena Nanda (* 13. August 1938) ist eine US-amerikanische Autorin, Anthropologin und emeritierte Hochschullehrerin.

## Leben
Nanda war als Professorin am John Jay College of Criminal Justice in Manhattan, New York City tätig. Zu ihren Themenfeldern der Anthropologie gehörte insbesondere das Thema Gender Diversity und ihr bedeutendes Fachbuch zu den Hijras in Indien.

## Schriften (Auswahl)
- Cultural Anthropology. Van Nostrand, New York, NY u. a. 1980, ISBN 0-442-25736-8.
- Neither Man nor Woman. The Hijras of India. Wadsworth, Belmont CA 1990, ISBN 0-534-12204-3.
- Gender Diversity. Crosscultural Variations. Waveland Press, Prospect Heights IL 2000, ISBN 1-57766-074-9.
- mit Joan Gregg und Beth Pacheco: 40 Perfect New York Days. Walks and Rambles in and around the City. iUniverse, New York NY 2004, ISBN 0-595-29742-0.
- Love and Marriage: Cultural Diversity in a Changing World. Waveland Press, Long Grove IL 2019, ISBN 978-1-4786-3755-4.